# Rachispoda pectinata
Rachispoda pectinata är en tvåvingeart som beskrevs av Wheeler 1995. Rachispoda pectinata ingår i släktet Rachispoda och familjen hoppflugor.
Artens utbredningsområde är Kalifornien. Inga underarter finns listade i Catalogue of Life.